# David Tijanić
David Tijanić (16 de julio de 1997) es un futbolista esloveno que juega en la demarcación de centrocampista para el Al-Najma S. C. de la Liga Profesional Saudí.

## Selección nacional
Tras jugar con la selección de fútbol sub-16 de Eslovenia, la sub-17, la sub-19 y la sub-21, finalmente debutó con la selección absoluta el 7 de octubre de 2020. Lo hizo en un partido amistoso contra San Marino que finalizó con un resultado de 4-0 a favor del combinado esloveno tras los goles de Haris Vučkič, Rajko Rep y un doblete de Nemanja Mitrovič.

## Clubes
| Club                     | País           | Año       | Partidos | Goles |
| ------------------------ | -------------- | --------- | -------- | ----- |
| N. K. Olimpija Ljubljana | Eslovenia      | 2015-2016 | 1        | 0     |
| N. K. Krka (cedido)      | Eslovenia      | 2016-2017 | 19       | 2     |
| N. K. Olimpija Ljubljana | Eslovenia      | 2017      | 8        | 0     |
| N. K. Triglav Kranj      | Eslovenia      | 2017-2020 | 84       | 15    |
| Raków Częstochowa        | Polonia        | 2020-2021 | 45       | 9     |
| Göztepe S. K.            | Turquía        | 2021-2023 | 56       | 6     |
| Al-Adalah Club (cedido)  | Arabia Saudita | 2023      | 18       | 4     |
| Göztepe S. K.            | Turquía        | 2023-2024 | 18       | 4     |
| Al-Adalah Club (cedido)  | Arabia Saudita | 2024      | 16       | 5     |
| Göztepe S. K.            | Turquía        | 2024-2025 | 38       | 6     |
| Al-Najma S. C.           | Arabia Saudita | 2025-     |          |       |

## Palmarés

### Campeonatos nacionales
| Título                    | Club                     | País      | Año  |
| ------------------------- | ------------------------ | --------- | ---- |
| Primera Liga de Eslovenia | N. K. Olimpija Ljubljana | Eslovenia | 2016 |
| Copa de Polonia           | Raków Częstochowa        | Polonia   | 2021 |
| Supercopa de Polonia      | Raków Częstochowa        | Polonia   | 2021 |